# Шрі Ранга II Аравіду
Шрі Ранга II (*д/н — 1614) — магараджахіраджа (цар царів) Віджаянагарської імперії у 1614 році. Панував 4 місяці. Відомий також як Шрі Рангачікарая.

## Життєпис
Онук магараджахіраджи Тірумалараї, син Рами. 1614 року після смерті стрийка Венкатапаті II посів трон. Отримав підтримку з боку впливового командуючого і сановника Ячаманайду Речерлавелама, наяка Венкатагірі (східна частина імперії). Втім проти нового правителя виступив Гоббурі Джаггарая, швагер (або тесть) колишнього магараджахіраджи Венкатапаті II.
Невдовзі Джаггарая здійснив заколот, захопивши Шрі Рангу II з родиною, яких запроторив до фортеці Веллор, оголосивши магараджахіраджею свого небожа Ченгараю. Але Ячаманайду влаштував втечу Рамадевараї, синові Шрі Ранги II. Спроба звільнити останнього виявилася невдалою. Невдовзі Чінна Оборая за наказом Джаггараї вбив Шрі Рангу II з родиною.
Наслідком цього стала боротьба за трон між Ячаманайду та Джаггараєю, які діяли від номінальних претендентів — Рамадевараї та Ченгараї відповідно. Війна тривала до 1617 року, коли зрештою Ячаманайду переміг суперника та стратив претендента.